# Mriya Aid
 (juillet 2025).
Motif : Où sont les sources secondaires, centrées et indépendantes qui montrent que les critères d'admissibilité sont atteints ?
- Archive Wikiwix
- Bing
- Cairn
- DuckDuckGo
- E. Universalis
- Gallica
- Google
- G. Books
- G. News
- G. Scholar
- Persée
- Qwant
- (zh) Baidu
- (ru) Yandex
- (wd) trouver des œuvres sur Wikidata

| 1. | Préciser le motif de la pose du bandeau. | Précisez le motif de la pose du bandeau en utilisant la syntaxe suivante : {{admissibilité à vérifier\|date=juillet 2025\|motif=remplacez ce texte par le motif}}              |
| 2. | Informer les utilisateurs concernés.     | Pensez à avertir le créateur de l'article, par exemple, en insérant le code ci-dessous sur sa page de discussion : {{subst:avertissement admissibilité à vérifier\|Mriya Aid}} |

 (juillet 2025).
La mise en forme du texte ne suit pas les recommandations de Wikipédia : il faut le « wikifier ».
Les points d'amélioration suivants sont les cas les plus fréquents :
- Les titres sont pré-formatés par le logiciel. Ils ne sont ni en capitales, ni en gras.
- Le texte ne doit pas être écrit en capitales (les noms de famille non plus), ni en gras, ni en italique, ni en « petit »…
- Le gras n'est utilisé que pour surligner le titre de l'article dans l'introduction, une seule fois.
- L'italique est rarement utilisé : mots en langue étrangère, titres d'œuvres, noms de bateaux, etc.
- Les citations ne sont pas en italique mais en corps de texte normal. Elles sont entourées par des guillemets français : « et ».
- Les listes à puces sont à éviter, des paragraphes rédigés étant largement préférés. Les tableaux sont à réserver à la présentation de données structurées (résultats, etc.).
- Les appels de note de bas de page (petits chiffres en exposant, introduits par l'outil «  Source ») sont à placer entre la fin de phrase et le point final[comme ça].
- Les liens internes (vers d'autres articles de Wikipédia) sont à choisir avec parcimonie. Créez des liens vers des articles approfondissant le sujet. Les termes génériques sans rapport avec le sujet sont à éviter, ainsi que les répétitions de liens vers un même terme.
- Les liens externes sont à placer uniquement dans une section « Liens externes », à la fin de l'article. Ces liens sont à choisir avec parcimonie suivant les règles définies. Si un lien sert de source à l'article, son insertion dans le texte est à faire par les notes de bas de page.
- La présentation des références doit suivre les conventions bibliographiques. Il est recommandé d'utiliser les modèles {{Ouvrage}}, {{Chapitre}}, {{Article}}, {{Lien web}} et/ou {{Bibliographie}}. Le mode d'édition visuel peut mettre en forme automatiquement les références.
- Insérer une infobox (cadre d'informations à droite) n'est pas obligatoire pour parachever la mise en page.

Pour une aide détaillée, merci de consulter Aide:Wikification.
Si vous pensez que ces points ont été résolus, vous pouvez retirer ce bandeau et améliorer la mise en forme d'un autre article.
Mriya Aid est une organisation à but non lucratif canadienne, fondée en février 2022 par des militaires canadiens, des vétérans ainsi que des professionnels du secteur de la sécurité et de la gestion de projets, dans le but de fournir une aide systématique aux militaires, démineurs et médecins ukrainiens. La directrice générale et présidente du conseil d'administration de Mriya Aid est Lesya Alexandra Granger, tandis que le secrétaire et directeur du conseil est Lubomyr Chabursky, et le vice-président et directeur est Mark Paine.

## Histoire
Mriya Aid a été fondée pour soutenir l'Ukraine après le début de l'invasion de l'Ukraine par la Russie en février 2022. Le nom de l'organisation vient de l'avion ukrainien An-225 «Mriya», qui, avant sa destruction par les forces russes lors de l'invasion de 2022, symbolisait l'aide humanitaire.
L'organisation a commencé ses activités en livrant des drones, des appareils de vision nocturne, du matériel médical et tactique aux unités des Forces armées ukrainiennes, de la Garde nationale, d'autres services et aux médecins sur la ligne de front.
Certains projets d'achat et de livraison de drones à l'Ukraine ont été réalisés en collaboration avec le Congrès mondial des Ukrainiens. Par la suite, Mriya Aid s'est concentrée sur la formation et l'équipement des démineurs, ainsi que sur la fourniture aux militaires ukrainiens d’équipements spécialisés améliorant leur survie sur le champ de bataille, à l’arrière et dans les territoires libérés.

## Activités

### Aide humanitaire
Mriya Aid compte plus de 3 500 donateurs privés provenant de plus de 30 pays qui soutiennent l’organisation. Mais depuis 2024, elle bénéficie également de subventions publiques pour ses programmes et projets, ce qui permet de les étendre et de financer la formation spécialisée et l’équipement pour les militaires, démineurs et secouristes ukrainiens. Depuis 2022, Mriya Aid collabore avec plus de 100 institutions militaires et publiques ukrainiennes. À ce jour, le montant total de l’aide apportée dépasse 10 millions de dollars canadiens,,.

### Formation des démineurs
Depuis 2022, Mriya Aid organise, finance et gère des programmes de formation destinés aux démineurs ukrainiens selon les Normes internationales de l’action antimines (NILAM; IMAS International Mine Action Standards). Les démineurs ukrainiens suivent des cours et obtiennent une certification pour la Neutralisation, enlèvement et destruction des explosifs (NEDEX; EOD Explosive Ordnance Disposal). Les participants à ces programmes sont majoritairement issus des Forces armées ukrainiennes et d’institutions publiques spécialisées dans le déminage humanitaire et opérationnel.
En 2023, Mriya Aid a reçu une demande de l’État-major des Forces armées de l’Ukraine afin de soutenir la formation des démineurs ukrainiens.
Mriya Aid collabore avec les Forces armées ukrainiennes et le Centre de formation à la lutte antimines au Kosovo afin d’inclure dans les cours IMAS le contexte ukrainien. En 2024, l’organisation a mis en œuvre un programme de formation de niveau 1 et 2 aux normes internationales IMAS à 130 militaires tout en leur fournissant l’équipement nécessaire. Ces cours, d’une durée de cinq semaines chacun pour quatre groupes, se sont déroulés au Kosovo, incluant des cours théoriques, des travaux pratiques de déminage, des journées de destruction, ainsi que des examens intensifs pour cette certification internationale.
Certains diplômés ayant suivi les niveaux 1 et 2 sont revenus pour obtenir les niveaux supérieurs. Un total de 176 certifications IMAS ont été délivrées, dont 47 aux niveaux 3 (IMAS EOD 3) et  3+ (IMAS EOD 3+).
Un élément important du programme est la formation des instructeurs et des responsables (chefs des équipes de déminage) afin de faciliter la transmission des connaissances et des compétences.

### Adaptation des programmes pédagogiques
Mriya Aid collabore avec les Forces ukrainiennes et le centre de formation au déminage au Kosovo pour adapter les cours IMAS au contexte ukrainien. L’organisation a mis en place une approche élargie, intégrant des spécificités propres aux mines et munitions utilisées en Ukraine, des techniques de déminage avancées, ainsi que les réalités du travail dans les zones de combat proches, afin que le programme réponde aux défis rencontrés par les Forces armées ukrainiennes et les autres démineurs sur le terrain,,.
À l’automne 2024, Mriya Aid a mené une analyse des besoins pour évaluer ses activités, pour mieux cerner les besoins des démineurs ukrainiens, notamment ceux intervenant en zones à haut risque,.
Afin de fournir à un grand nombre de démineurs ukrainiens des informations actualisées sur les mines, les munitions et les engins explosifs improvisés spécifiques au contexte ukrainien, l’équipe de Mriya Aid a organisé l’impression et la distribution de plus de 3 000 exemplaires d’un manuel d’identification des mines et des munitions non explosées. Ce manuel, intitulé «Mines», est composé bénévolement depuis 2014 par des démineurs à travers l’Ukraine,, et est également disponible en version numérique,.

### Partenariats
Depuis novembre 2022, Mriya Aid collabore officiellement avec le ministère de la Défense ukrainien. C’est à cette époque que débutent les premiers projets de formation de démineurs sur la base de déminage au Kosovo. En février 2024, l’organisation a établi une coopération avec la Direction générale des activités de déminage, de la protection civile et de la sécurité environnementale du ministère de la Défense ukrainien. En octobre 2024, elle a signé un accord de coopération avec l’Association des démineurs d’Ukraine, et a rejoint la Coalition internationale pour l’action antimines (Demining Capability Coalition for Ukraine) dans laquelle Mriya Aid compte aujourd’hui parmi les rares partenaires non gouvernementaux. Cette Coalition, dirigée par les ministères de la Défense de la Lituanie et de l’Islande, regroupe plus de 23 pays œuvrant avec la Direction générale ukrainienne concernée et d’autres organismes sous l’égide du ministère de la Défense ukrainien.
Par ailleurs, Mriya Aid échange activement sur les besoins du système ukrainien de déminage avec l’ambassade du Canada en Ukraine, comme l’a souligné l’ambassadrice du Canada à Kyiv, Natalka Cmoc.

### Plaidoyer
Mriya Aid engage diverses actions de plaidoyer en soutien à l’Ukraine. En janvier 2024, son équipe est intervenue à l’Université d’Oxford pour présenter les résultats de ses activités et partager son expérience de coopération avec le ministère de la Défense ukrainien. En février 2024, elle a organisé à Ottawa, avec la députée canadienne Judy Sgro et le groupe interparlementaire d’amitié Canada-Ukraine et l’ambassade d’Ukraine au Canada, un événement à l’occasion du deuxième anniversaire de l’invasion à grande échelle.
En mai 2025, Mriya Aid, en collaboration avec la NATO Association of Canada, la Chambre de commerce Canada-Ukraine et d’autres partenaires canadiens clés, a organisé à Toronto la conférence “Protégeons l’avenir de l’Ukraine : garanties de sécurité et déminage pour la reconstruction”. Plus de 150 participants y ont assisté, incluant diplomates, politiques canadiens, experts du secteur, universitaires et étudiants en relations internationales. Lors de cette conférence, l’ambassadeur de Lituanie au Canada, Egidijus Meilūnas, a indiqué que les pays membres ayant rejoint la Coalition antimines en février 2024 avaient fourni à l’armée ukrainienne et ses démineurs un équipement d’une valeur d’environ € 473 000 000. La coalition prévoit un budget de soutien au secteur du déminage jusqu’en 2034, à hauteur de plus de € 700 000 000.